# Cerocephala eccoptogastri
Cerocephala eccoptogastri är en stekelart som beskrevs av Masi 1921. Cerocephala eccoptogastri ingår i släktet Cerocephala och familjen puppglanssteklar. Inga underarter finns listade i Catalogue of Life.